# Бернар Плантвелю
Бернар Плантвелю (фр. Bernard Plantevelue; 22 марта 841, Юз — 20 июня 886) — граф Отёна (Бернар II) в 863—864 годах, граф Родеза в 864—874 годах, граф Ормуа в 864—868 годах, граф Оверни (Бернар II) с 868 года, граф Руэрга, Тулузы (Бернар III) и Лимузена с 872 года, граф Буржа и маркиз Готии (Бернар III) с 878 года, граф Макона (Бернар I) с 880 года, граф Лиона с 885 года, маркграф Аквитании (Бернар I) с 885 года. Вероятно, сын Бернара I Септиманского и Дуоды Гасконской, родоначальник первого Овернского дома.
Прозвище Бернара — Plantevelue — часто переводится как «волосатая нога».

## Биография

### Происхождение
Традиционно Бернар Плантвелю считается сыном Бернара Септиманского и внуком Гильома Желонского. Но главная проблема, связанная с биографией Бернара — в 860-е — 880-е года было много представителей знати (11 человек), носивших имя Бернар. И не всегда можно понять, к кому относятся те или иные сведения. Поэтому существуют и другие версии его происхождения:
- сын графа Гильома II (ум.850), графа Тулузы, Барселоны, Жероны и Бордо, герцога Септимании;
- сын Бернара I (ум.868), графа Оверни.

### Правление
Родился Бернар в 841 году в Юзе (Лангедок). В 844 году был казнён его отец, Бернар Септиманский, позже (в 850 году) был казнён его старший брат Гильом.
В 857 году Бернар стал светским аббатом Брюда (в Оверни). В 863 году он, владея графством с центром в Родезе, получил от короля Карла II Лысого графство Отён, которым когда-то владел его отец. Но в 864 году Бернар был обвинён в намерении убить короля и лишён Отёна. Позже Бернар оспаривал это решение, претендуя на графство.
Бернар бежал в Бургундию, где получил графство Ормуа. Но вскоре он примирился с королём и вернулся, получив в 868 году после смерти тестя, Бернара I (ум.868), графство Овернь. После убийства в 872 году графа Бернара II Тулузского, Карл II Лысый передал Бернару Плантвелю его владения — Тулузу, Лимузен и Руэрг, назначив его наставником своего сына Людовика Заики, который в то время носил титул короля Аквитании.
После того, как Людовик Заика после смерти отца стал королём Франции, маркиз Бернар Готский в 878 году не признал Людовика и поднял против него мятеж. Усилиями Бернара Плантвелю, Гуго Аббата и Бозона Вьеннского мятеж был подавлен, а Бернар Готский лишился большей части своих владенний. Готская марка и графство Бурж, были переданы Бернару Плантвелю.
После смерти Людовика II в 879 году Бозон Вьеннский был провозглашен королём Бургундии. Бернар Плантвелю поддержал сыновей Людовика Заики, Людовика и Карломана. В 880 году королевская армия заняла несколько принадлежавших Бозону графств, из них графство Макон было отдано в управление Бернару Плантвелю. Но графство Отён, на которое также претендовал Бернар, было передано брату Бозона, Ришару Заступнику.
Разочарованный Бернар становится сторонником избранного императором Карла III Толстого. В результате, Карл, став королём Франции, в 885 году признал за Бернаром графство Лион, а также титул маркграфа Аквитании. С этого момента титул Бернара звучал как «comes dux seu et marchio». Кроме того Бернар, чьи владения граничили с владениями Бозона, признавшего сюзеренитет императора, следил за его поведением.
Умер Бернар в 886 году, большую часть его владений унаследовал сын, Гильом I Благочестивый.

### Брак и дети
Жена: Ирменгарда (ум.881), дочь Бернара I, графа Оверни
- Гильом I Благочестивый (ум. 28 июня 918), маркиз Готии, граф Оверни, Буржа, Лимузена, Лиона и Макона, герцог Аквитании
- Гверин (ум. до 918)[4]
- Ава (ум. до 913), аббатиса в Лионе
- Аделинда; муж: Акфред I (ум.906), граф Разе с 837, граф Каркассона с 877